# V/m
El V/m o Volt per metre és una unitat derivada del Sistema Internacional d'Unitats per a mesurar la intensitat de camp elèctric, definida com la diferència de potencial elèctric en Volts dividida per la distància en metres. Aquesta unitat és emprada com a mitjà de mesura de la intensitat dels camps electromagnètics produïts pels transmissors de ràdio. També pot mesurar camps elèctrics estàtics.
Alguns exemples d'intensitat de camp elèctric :
- ≈0,001 V/m : mínim senyal amb qualitat acceptable que es pot detectar en una receptor de ràdio
- ≈1 V/m : senyal GSM d'un telèfon mòbil (a 1 mil·límetre de l'antena)
- ≈0,7-3 V/m : senyal Wi-Fi en una instal·lació domèstica (a 1 metre de l'antena)
- ≈10-100 V/m : sota els cables d'una instal·lació elèctrica urbana
- ≈300-3000 V/m : sota els cables d'una instal·lació elèctrica d'alta tensió